# Konrad I. (Schwaben)
Konrad I., der auch als Kuno von Öhningen auftrat, († 20. August 997) aus dem Haus der Konradiner war Herzog von Schwaben von 983 bis 997. Gemäß einer nachdatierten Urkunde habe er 965 das Kloster Öhningen gegründet. Die Richtigkeit ist bisher (1966) nicht gesichert, jedoch auch nicht widerlegt.

## Leben
Konrad war vermutlich mit Judith (Jutta), der Schwester von Wolfgang von Regensburg verheiratet, als deren Eltern werden Herrmann, Graf im Pfullichgau (Sohn von Arnulf I. und Judith) und Gisela (Tochter von Burchard II. und Regelinda) angenommen.
Nachdem der schwäbische Herzog Otto I. 982 auf einem Italienfeldzug unverheiratet, kinderlos und unerwartet starb, besetzte Kaiser Otto II. das Herzogtum Schwaben mit Konrad I., wohl dessen Schwager, und damit erneut mit einem Franken und vermutlich einem entfernten Verwandten des früheren Herzogs Hermann I.
Die Einsetzung des kaisertreuen Konrad wurde 983 auf dem Hoftag in Verona dokumentiert; er und seine Nachfolger wurden „dux Alemannorum et Alsatiorum“ (oder „Herzog der Schwaben und Elsässer“ wie in einer königlichen Urkunde von 988) genannt, Straßburg galt als ihre Hauptstadt („caput ducatus“), der Schwerpunkt des Herrschaftsgebietes verlagerte sich deutlich nach Norden.
Konrad war der erste Schwabenherzog, dem es gelang, den Titel in der Familie zu halten: Hermann II. war sein Sohn, Hermann III. dessen Sohn, Ernst I. der Schwiegersohn Hermanns II. und Ernst II. und Hermann IV. Söhne von Ernst I., so dass sich nun für mehr als fünfzig Jahre erstmals so etwas wie dynastische Kontinuität ergab – wenn auch nicht vom Amtsinhaber geplant.

## Familie
Konrad hatte mindestens 7 Kinder:
- Liutold, laicus
- Konrad, laicus
- Hermann II., † 2. oder 3. Mai 1003, 996 Dux, 997 Herzog von Schwaben, 1002/1003 Kandidat bei der Königswahl; ⚭ um 986 Gerberga von Burgund, † 7. Juli 1019, vielleicht auch 1018, Tochter des Konrad III. der Friedfertige (Pacificus) König von Burgund (Welfen), Witwe von Graf Hermann von Werl
- Ita von Öhningen ⚭ Rudolf II. Graf von Altdorf († 10. März ...) (Welfen)
- Tochter ⚭ nach 1011 Wladimir I. Swjatoslawitsch, Wladimir der Heilige, † 15. Juli 1015, Großfürst von Kiew (Rurikiden)
- Judith ⚭ I NN (von Rheinfelden), ⚭ II Adalbert Graf von Metz, † 1033, (Matfride)
- Kunizza, † 1020, ⚭ Friedrich I., 1003/1027, Graf wohl von Dießen